# Canyon Köprülü
Pour les articles homonymes, voir Koprulu.
Le canyon Köprülü ((tr) : Köprülü Kanyon) est un canyon et un parc national de la province d'Antalya en Turquie. Couvrant une superficie de 366 km2 il est établi par le ministère de l'Agriculture et des Forêts le 12 décembre 1973.
Le canyon est profond de 400 m et longe par endroit la rivière Köprüçay sur plus de 14 km.